# Gesamtanlage Altstadt Blaubeuren

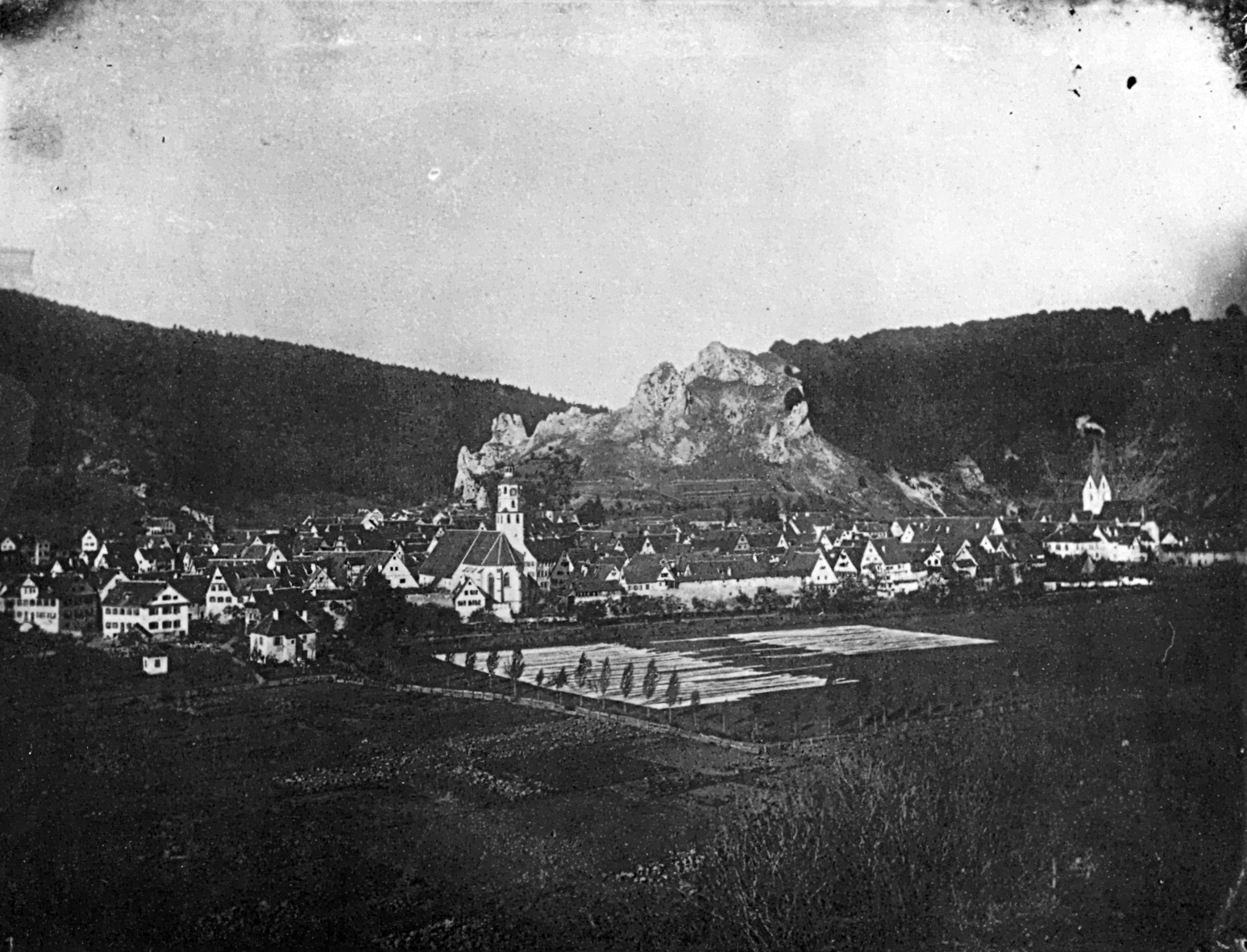
Blaubeuren (1880er Jahre)

Die Gesamtanlage Altstadt Blaubeuren ist ein denkmalgeschütztes Ensemble in Blaubeuren, einer Stadt im Alb-Donau-Kreis in Baden-Württemberg. Geschützt sind seit 2013 vier genetisch wie formal unterscheidbare Teilbereiche der Altstadt.

## Allgemeines
Gesamtanlagen schützen gemäß § 19 Denkmalschutzgesetz Baden-Württemberg Straßen-, Platz- und Ortsbilder, an deren Erhaltung aus wissenschaftlichen, künstlerischen oder heimatgeschichtlichen Gründen ein besonderes öffentliches Interesse besteht. Geschützt ist das überlieferte Erscheinungsbild der Gesamtanlage mit seinen Bestandteilen und Merkmalen. Neben Bauwerken zählen dazu auch Straßen- und Platzräume oder Grün- und Freiflächen. Schützenswert können außerdem die topographische Lage, der Ortsgrundriss oder eine Stadtsilhouette sein. Der Gesamtanlagenschutz umfasst bei Gebäuden nur die von außen sichtbaren Teile; bei Kulturdenkmalen innerhalb der Gesamtanlage, die zusätzlich nach anderen Bestimmungen des Gesetzes geschützt sind, ist darüber hinaus auch das Innere Gegenstand des Denkmalschutzes.

## Beschreibung
Die Gesamtanlage umfasst zum einen den aus dem 15. Jahrhundert stammende Klosterbezirk, der im 18. Jahrhundert um einige Verwaltungsbauten ergänzt wurde und etwa ein Drittel der Fläche einnimmt. Sodann die im 13. Jahrhundert südlich des Klosters gegründete und bis um 1830 befestigte Stadt, eine kleine Vorstadt nordwestlich des ehemaligen Oberen Tores sowie nördlich des Klosters der Blautopf mit den anschließenden Mühlen.
Das 1085 gegründete Kloster und die 1267 erstmals als Stadt belegte Siedlung waren zunächst in der Hand der Pfalzgrafen von Tübingen. Über die Grafen von Helfenstein und seit 1303 unter österreichischer Lehenshoheit stehend wurde die Stadt im Jahr 1447 an die Grafen von Württemberg verkauft. Zahlreiche Fachwerkhäuser und öffentliche Bauten veranschaulichen beachtlichen Wohlstand in einigen Phasen der Stadtgeschichte. Bis ins 19. Jahrhundert war die Stadt aber vor allem ein Ort des Handwerks, des Kleingewerbes und der Gastbetriebe, die allesamt ihre baulichen Spuren in der Stadt hinterlassen haben.
Teile der Gesamtanlage Blaubeuren:

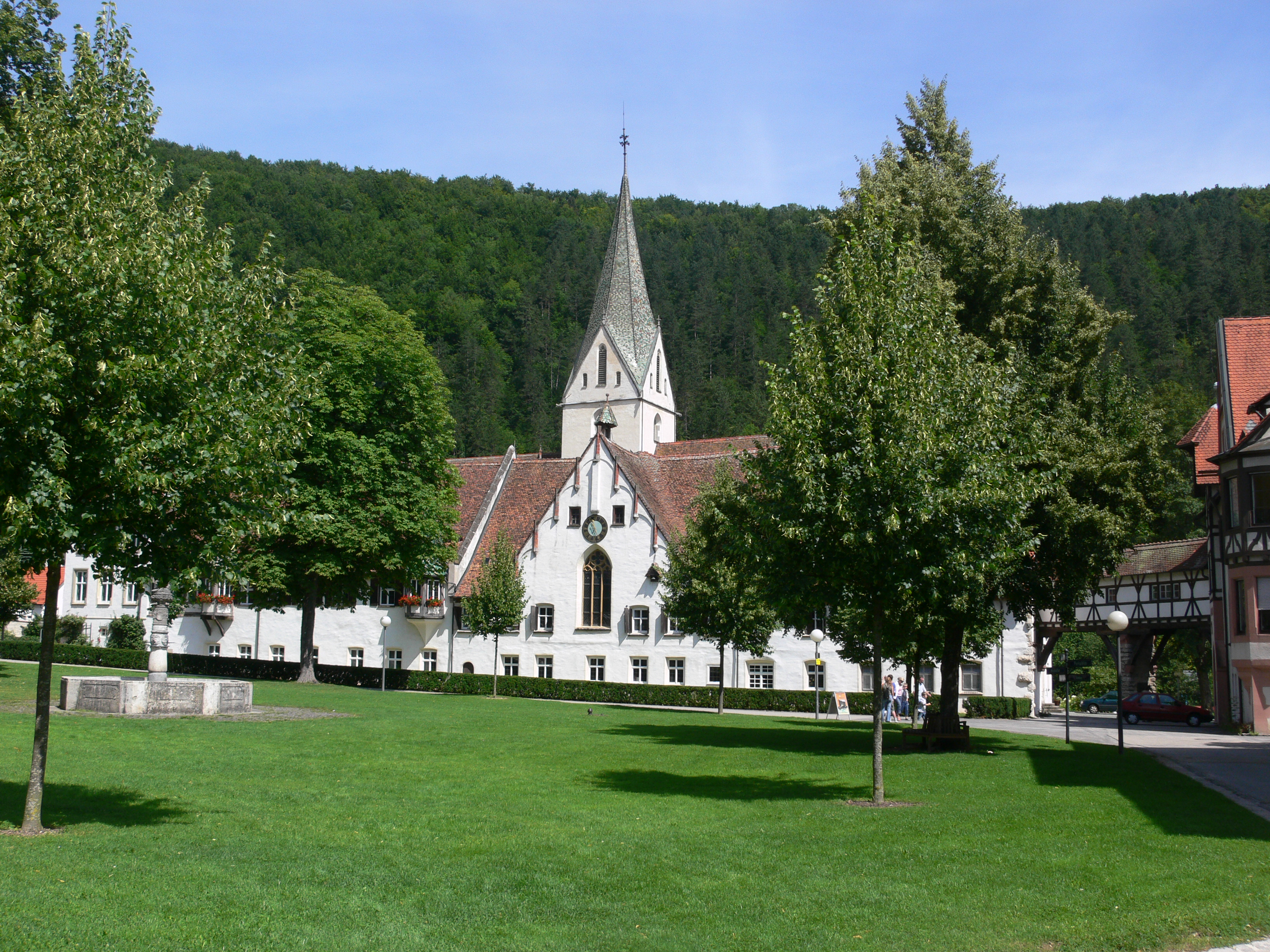
Kloster Blaubeuren
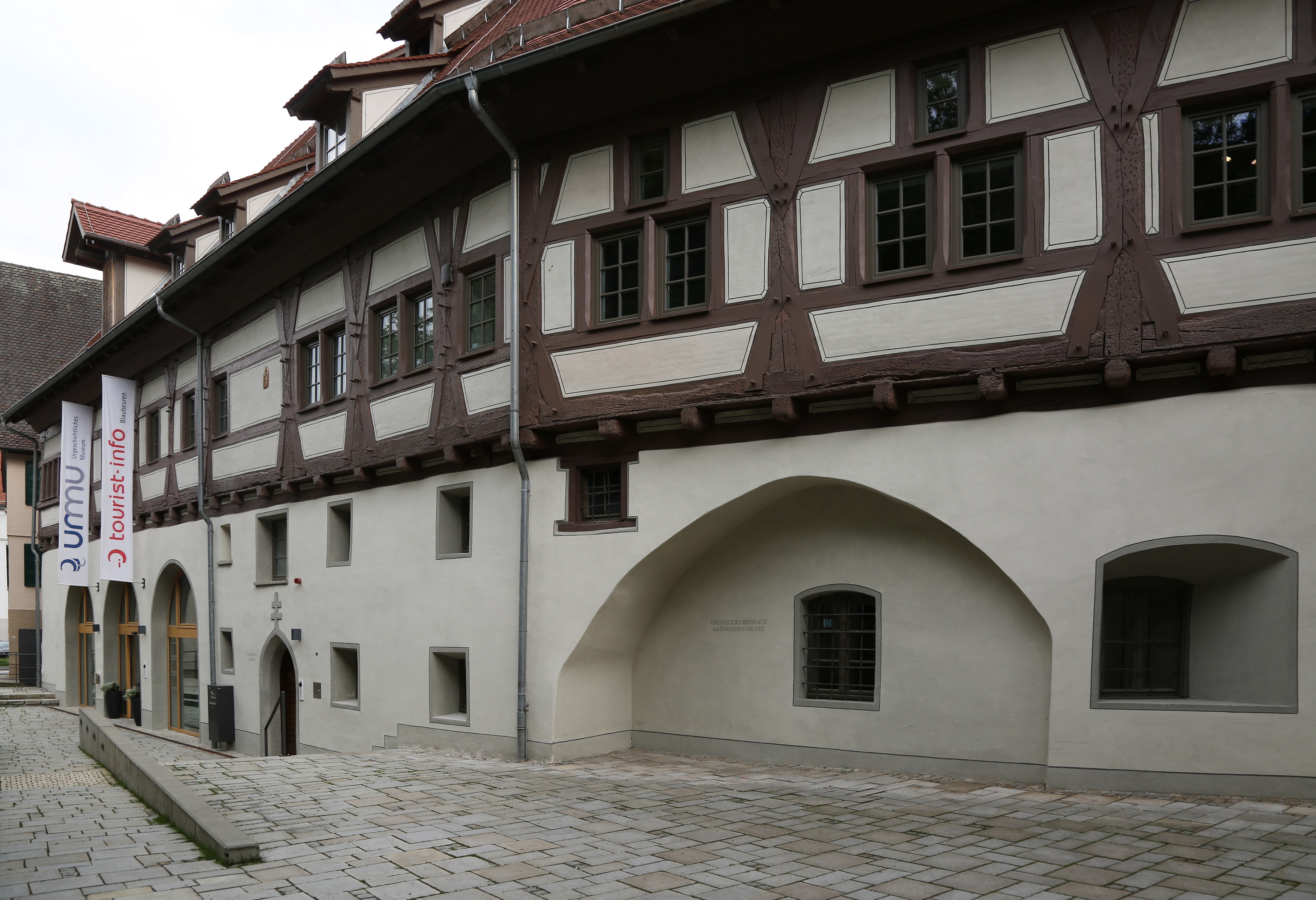
Heilig-Geist-Spital
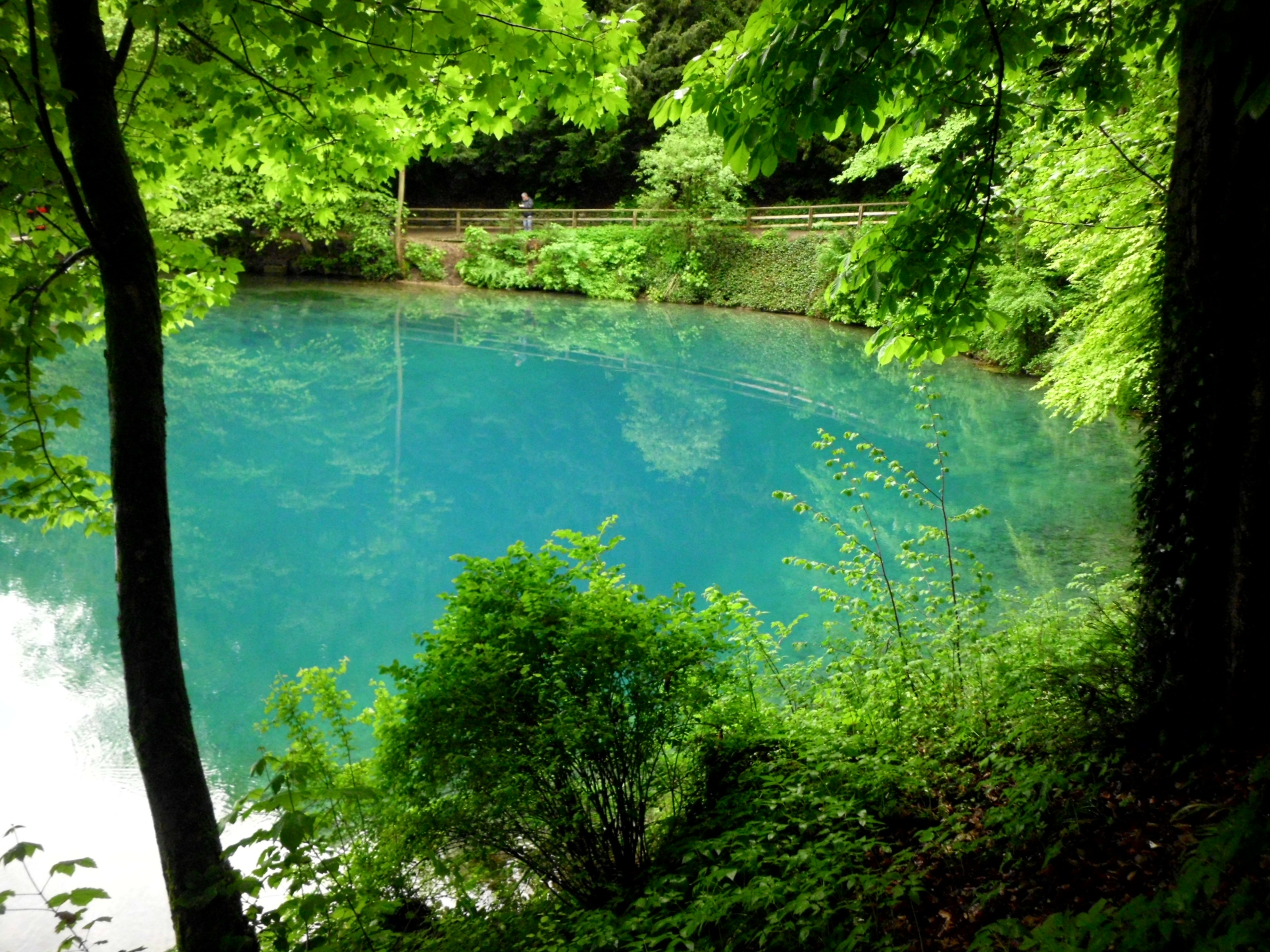
Blautopf
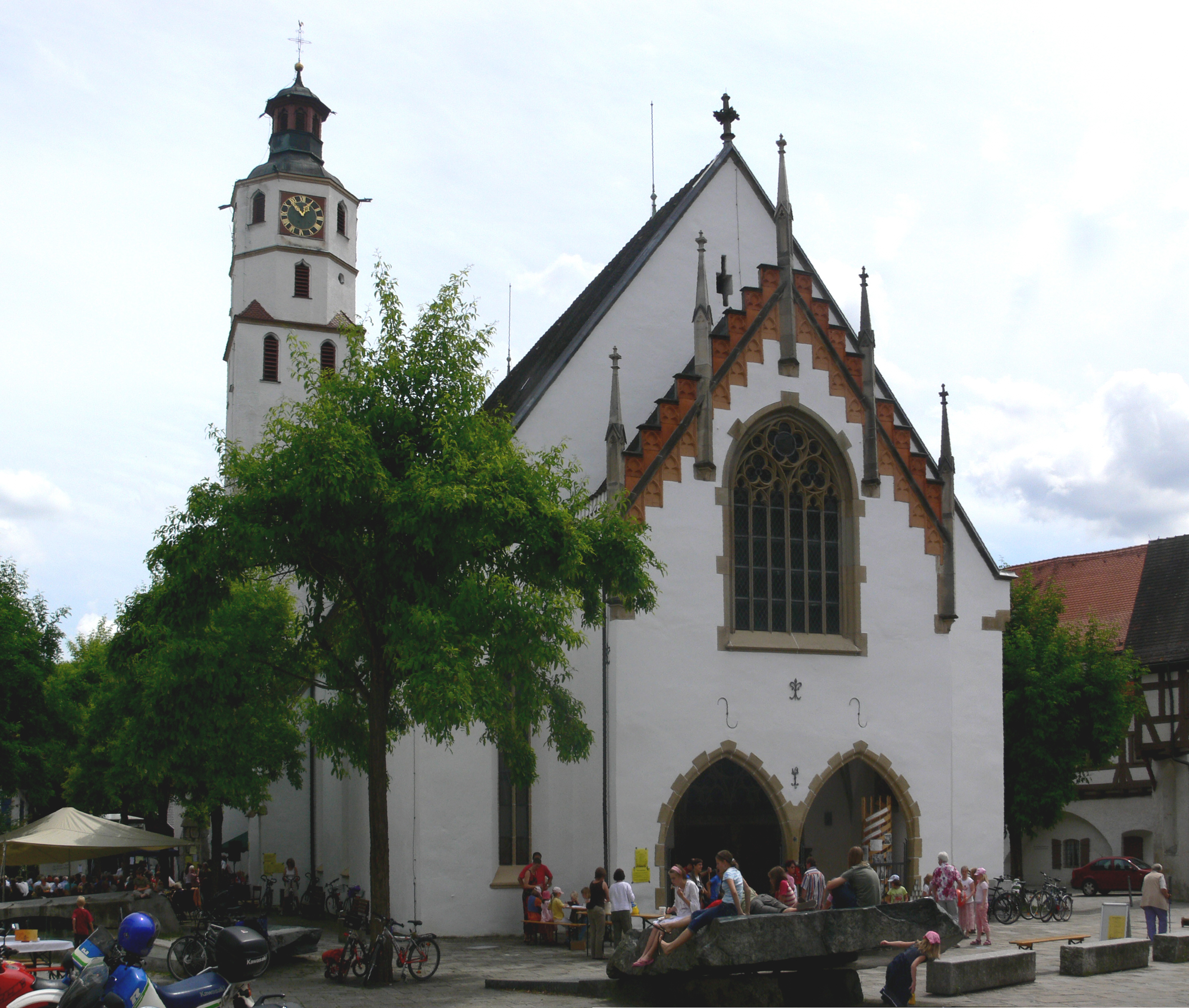
Evangelische Stadtkirche